# Pequeno Lago do Escravo
O Pequeno Lago do Escravo (em inglês:  Lesser Slave Lake) é um lago localizado na província de Alberta no Canadá. Este lago localizado na região central de Alberta a noroeste da cidade de Edmonton, é o segundo maior lago localizado totalmente dentro do território de Alberta, cobrindo uma área de 1160 km2. 
O lago mede mais de 100 km de comprimento e 15 km de largura. Apresenta em uma profundidade média de 11,4 m. Este lago flui para oeste para o rio Athabasca através do rio do Pequeno Escravo. 